# Ruská ženská házenkářská reprezentace
Ruská házenkářská reprezentace žen reprezentuje Rusko na mezinárodních házenkářských akcích, jako je mistrovství světa nebo mistrovství Evropy.
- Předchůdce SSSR.

Poznámka: Do výsledků na této stránce se nezapočítávají výsledky SSSR.

## Mistrovství světa
| Rok/pořádající země        | Účast                            |
| -------------------------- | -------------------------------- |
| MS 1993 Norsko             | 5. místo                         |
| MS 1995 Rakousko, Maďarsko | 6. místo                         |
| MS 1997 Německo            | 4. místo                         |
| MS 1999 Norsko, Dánsko     | 12. místo                        |
| MS 2001 Itálie             | Zlatá medaile                    |
| MS 2003 Chorvatsko         | 7. místo                         |
| MS 2005 Rusko              | Zlatá medaile                    |
| MS 2007 Francie            | Zlatá medaile                    |
| MS 2009 Čína               | Zlatá medaile                    |
| MS 2011 Brazílie           | 6. místo                         |
| MS 2013 Srbsko             | Ne                               |
| MS 2015 Dánsko             | 5. místo                         |
| MS 2017 Německo            | 5. místo                         |
| MS 2019 Japonsko           | Bronzová medaile                 |
| MS 2021 Španělsko          | 8. místo                         |
| Celkem                     | Účast – 14× · – 4× · – 0× · – 1× |

## Mistrovství Evropy
| Rok/pořádající země                              | Účast                            |
| ------------------------------------------------ | -------------------------------- |
| ME 1994 Německo                                  | 6. místo                         |
| ME 1996 Dánsko                                   | 7. místo                         |
| ME 1998 Nizozemsko                               | 9. místo                         |
| ME 2000 Rumunsko                                 | Bronzová medaile                 |
| ME 2002 Dánsko                                   | 4. místo                         |
| ME 2004 Maďarsko                                 | 4. místo                         |
| ME 2006 Švédsko                                  | Stříbrná medaile                 |
| ME 2008 Makedonie                                | Bronzová medaile                 |
| ME 2010 Dánsko, Norsko                           | 7. místo                         |
| ME 2012 Srbsko                                   | 6. místo                         |
| ME 2014 Chorvatsko, Maďarsko                     | 14. místo                        |
| ME 2016 Švédsko                                  | 7. místo                         |
| ME 2018 Francie                                  | Stříbrná medaile                 |
| ME 2020 Dánsko                                   | 5. místo                         |
| ME 2022 Černá Hora, Severní Makedonie, Slovinsko |                                  |
| Celkem                                           | Účast – 13× · – 0× · – 2× · – 2× |

## Olympijské hry
| Rok/pořádající země     | Účast                           |
| ----------------------- | ------------------------------- |
| LOH 2008 Peking         | Stříbrná medaile                |
| LOH 2012 Londýn         | 8. místo                        |
| LOH 2016 Rio de Janeiro | Zlatá medaile                   |
| LOH 2020 Tokio          | Stříbrná medaile                |
| Celkem                  | Účast – 4× · – 1× · – 2× · – 0× |